# اشچینیتک، استان سیلسیان
اشچینیتک، استان سیلسیان (به لاتین: Trzciniec, Silesian Voivodeship) یک منطقهٔ مسکونی در لهستان است که در Gmina Kroczyce واقع شده‌است.